# Cheirogonus pittieri
Cheirogonus pittieri är en mångfotingart som beskrevs av Hoffman 1982. Cheirogonus pittieri ingår i släktet Cheirogonus och familjen Chelodesmidae. Inga underarter finns listade i Catalogue of Life.